# Sven Vanthourenhout
Sven Vanthourenhout (Beernem, 14 de gener de 1981) és un ciclista belga, professional del 2001 al 2013. Va combinar la carretera amb el ciclocròs. Després de retirar-se en 2016 es va convirtir en director esportiu del conjunt Telenet-Fidea.
Els seus cosins Dieter i Michael també s'han dedicat professionalment al ciclisme.

## Palmarès en ciclocròs
- 1996-1997
  -  Campió de Bèlgica júnior en ciclocròs
- 1998-1999
  -  Campió de Bèlgica júnior en ciclocròs
- 2000-2001
  -  Campió del món en ciclocròs sub-23
  -  Campió de Bèlgica sub-23 en ciclocròs

## Palmarès en ruta
- 2015
  - Vencedor d'una etapa a la Volta al Brabant flamenc